# Pseudamyciaea
Pseudamyciaea is een monotypisch geslacht van spinnen uit de  familie van de Thomisidae (krabspinnen).

## Soort
- Pseudamyciaea fuscicauda Simon, 1905